# Маковіївка
Макові́ївка — село в Україні, у Кетрисанівській сільській громаді Кропивницького району Кіровоградської області. Населення становить 122 особи (станом на 2001 рік).

## Географія
Село Маковіївка розташоване на південному заході лежить за 31,5 км на південний захід від міста Бобринець, фізична відстань до Києва — 284,0 км.

## Населення
Станом на 1989 рік у селі проживало 149 осіб, серед них — 66 чоловіків і 83 жінки.
За даними перепису населення 2001 року у селі проживало 122 особи. Рідною мовою назвали:
| Мова       | Кількість осіб | Відсоток |
| ---------- | -------------- | -------- |
| українська | 111            | 90,98%   |
| молдовська | 8              | 6,56%    |
| російська  | 3              | 2,46%    |

## Політика
Голова сільської ради — Собко Людмила Миколаївна, 1959 року народження, вперше обрана у 2010 році. Інтереси громади представляють 12 депутатів сільської ради:
| Партія                                 | Кількість депутатів | Відсоток |
| -------------------------------------- | ------------------- | -------- |
| Всеукраїнське об'єднання «Батьківщина» | 7                   | 58,33%   |
| «Партія регіонів»                      | 3                   | 25,00    |
| самовисування                          | 2                   | 16,67%   |